# Gela Forster

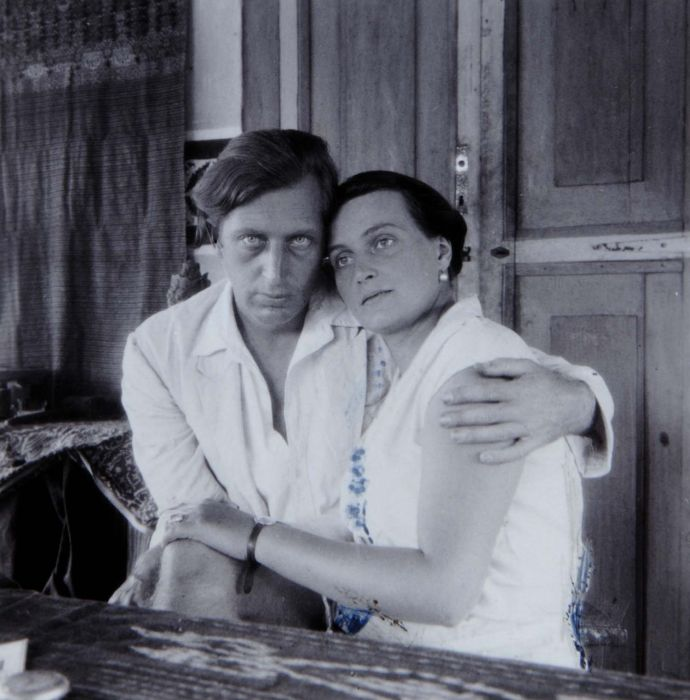
Rudolf Bonnet: Walter Spies und Angelica Archipenko (1930)

Gela Forster (geboren als Angelica Constanze Maria Bruno Schmitz am 6. August 1893 in Berlin; gestorben 5. Dezember 1957 in New York City) war eine deutsche Bildhauerin.

## Leben
Angelica Schmitz war die zweite Tochter der Sängerin Lucie Wanda Genelli und des Architekten Bruno Schmitz. Als Gela Forster wurde sie Bildhauerin, arbeitete in Berlin und Dresden und stellte ihre Plastiken in der Dresdner Sezession Gruppe 1919 aus. Herwarth Walden schätzte ihre primitivistisch anmutenden Figuren und nahm im September 1921 eine in die 100. Sturm-Ausstellung in Berlin auf. 1921 heiratete sie den Bildhauer Alexander Archipenko. 1923 wanderten sie nach Amerika aus, zunächst nach New York City. 
Forster starb 1957 im Alter von 64 Jahren. Nach ihrem Tod heiratete Archipenko 1960 Frances Gray. Die Grabstätte von Angelika und Alexander Archipenko befindet sich auf dem New Yorker Woodlawn Cemetery.
Forsters Plastiken aus der Berliner und Dresdner Zeit gingen verloren. Ihr bildhauerisches Wirken in den USA ist nicht nachweisbar.